# Poospiza rufosuperciliaris
El hemispingo cejirrufo (Poospiza rufosuperciliaris), también denominado frutero de cejas rufas o hemispingo de ceja rufa, es una especie de ave paseriforme de la familia Thraupidae perteneciente al género Poospiza, anteriormente situado en Hemispingus. Es endémico de los Andes peruanos.

## Distribución y hábitat
Se distribuye por la pendiente oriental de la cordillera de los Andes en Perú desde Amazonas (al sur del río Marañón en la Cordillera de Colán) al sur hasta Huánuco (oeste del río Huallaga en la cumbre de Acomayo–Carpish región de los montes Carpish).
Esta especie es considerada rara y local en su hábitat natural: el denso sotobosque de bosques montanos húmedos de altitud, principalmente entre los 2600 y los 3400 m, generalmente asociado con bambú chusquea.

## Estado de conservación
El hemispingo cejirrufo había sido calificado como vulnerable hasta el año 2016, pero actualmente se lo califica como preocupación menor por la Unión Internacional para la Conservación de la Naturaleza (IUCN); a pesar de su pequeña zona de distribución y su baja población, estimada entre 1500 y 7000 individuos maduros, se considera que su hábitat no se encuentra fragmentado y no sufre serias amenazas.

## Sistemática

### Descripción original
La especie P. rufosuperciliaris fue descrita por primera vez por los ornitólogos estadounidenses Emmet Reid Blake y Peter Hocking en 1974 bajo el nombre científico Hemispingus rufosuperciliaris; su localidad tipo es: « Bosque Huaylaspampa, c. 8400 pies [c. 2560 m], Huánuco, Perú». El holotipo, un macho adulto colectado el 18 de julio de 1973, se encuentra depositado en el Museo de Zoología de la Louisiana State University, bajo el número LSUMZ 74727.

### Etimología
El nombre genérico femenino Poospiza es una combinación de las palabras del griego «poas»: hierba, y «σπιζα spiza» que es el nombre común del pinzón vulgar, vocablo comúnmente utilizado en ornitología cuando se crea un nombre de un ave que es parecida a un pinzón; y el nombre de la especie «rufosuperciliaris» se compone de las palabras del latín «rufus»: rufo, rojizo, y «superciliaris»: con ceja, con supercilio.

### Taxonomía
La presente especie y Poospiza goeringi fueron tradicionalmente incluidas en el género Hemispingus. En los años 2010, publicaciones de filogenias completas de grandes conjuntos de especies de la familia Thraupidae basadas en muestreos genéticos, demostraron que las dos especies eran parientes próximas de Poospiza rubecula y Poospiza hispaniolensis por un lado y del par formado por Compsospiza garleppi y Compsospiza baeri por el otro. Burns et al. (2014) propusieron separarlas en un género resucitado Orospingus, retener el género Compsospiza y definir nuevos géneros para rubecula e hispaniolensis. Posteriormente, Burns et al. (2016) recomendaron transferir las cuatro especies para el género Poospiza redefinido. En la Propuesta N° 730 Parte 08 al Comité de Clasificación de Sudamérica (SACC) se aprobó esta modificación taxonómica.
Es monotípica.